# Караули (княжество)

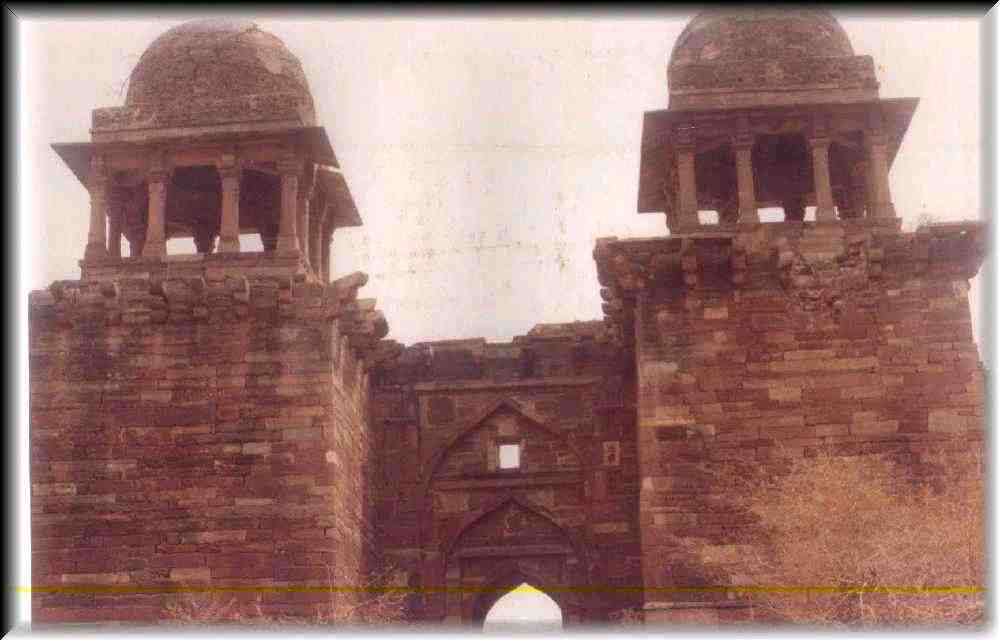
Вид на форт Тиман Гарх в бывшем княжестве Караули. Говорят, что его фундамент был построен во 2 веке нашей эры.

Княжество Караули — туземное княжество Британской Индии, существовавшее с 1348 по 1949 год. Он расположен в регионе Брадж. Столицей был город Караули, в то время как Мандраял или Мандраил был еще одним важным городом княжества.

## География
Государство имело площадь 3178 км2 (1227 кв. миль). В 1901 году население княжества составляло 156 786 человек, а в городах проживало 23 482 человек. Просо, основной продукт питания населения, было основным сельскохозяйственным продуктом. В начале 20-го века здесь не было крупных отраслей промышленности; небольшие ткацкие, красильные, деревообрабатывающие и камнерезные производства составляли заметные кустарные производства. Большинство товаров, а также соль, сахар, хлопок, буйволы и быки импортировались; рис и козы составляли основной экспорт.

## История
Махараджа Караули считался главой раджпутского клана Джадаун и вели свое происхождение от бога Кришны. Джадауны когда-то правили Королевством Брадж, которое включало в себя Алвар, Бхаратпур, Караули и Дхолпур. В 1196 году Кунвар Пал потерял все свои территории из-за вторжения Гуридов. Один из отпрысков по имени Арджун Пал сумел вернуть часть своих родовых земель и основал город Караули. Джадауны оставались независимыми в течение столетия, пока их земли не были вновь захвачены султаном Махмудом I из Малвы. Джадауны оставались незначительными до тех пор, пока они не получили покровительство при могольском императоре Акбаре, джадаунский правитель Гопалдас был сделан махараджей Караули и стал командующим 2-тысячным войском, он также сыграл важную роль в основании крепости Агра по приказу могольского императора.

## Британский сюзеренитет
После упадка Империи Великих Моголов в XVIII веке княжество Караули находился под властью империи маратхов, пока маратхи не были разбиты британцами. В 1817 году правитель Караули подписал договор с Ост-Индской компанией и стал британским протекторатом, статус которого сохранялся вплоть до обретения Индией независимости в 1947 году.
После обретения Индией независимости в 1947 году государство под управлением Махараджи Ганеша Пала Део присоединилось к Индийскому союзу 7 апреля 1949 года. Княжество Караули позднее вошло в состав Индийского союза и стало частью штата Раджастхан.

## Правители
Правители государства носили титул «махараджа».

### Махараджи
- 1691—1734: Канвар Пал II
- 1734—1757: Гопал Сингх (? — 1757)
- 1757 — 24 октября 1772: Тарсам Пал (? — 1772)
- 1772—1804: Манак Пал (? — 1804)
- 1804—1805: Амола Пал (? — 1805)
- 1805—1837: Гербакш Пал (1792—1837)
- 1837—1849: Пратап Пал (? — 1849)
- 1849 — 10 июля 1852: Нарсингх Пал (? — 1852)
- 4 сентября 1852 — 14 марта 1854: Бхарат Пал
- 14 марта 1854 — 16 августа 1869: Мадан Пал (? — 1869), с 12 февраля 1866 года — сэр Мадан Пал
- 1869: Лакшман Пал
- 1869 — 17 ноября 1875: Джайсингх Пал (? — 1875)
  - 1869—1871: Вришбхан Сингх Танвар, регент княжества
- январь 1876 — 14 августа 1886: Арджун Пал II (? — 1886)
- 14 августа 1886 — 3 августа 1927: Бханвар Пал (1864—1927), с 22 июня 1897 года — сэр Бханвар Пал
- 3 августа 1927 — 6 апреля 1947: Бом Пал (1866—1947), с 1 января 1935 года — сэр Бом Пал
- 6 апреля — 15 августа 1947: Ганеш Пал (1906—1984).